# Banco de Desenvolvimento do Espírito Santo
O Banco de Desenvolvimento do Espírito Santo (Bandes) é uma empresa pública estadual, com sede em Vitória, Espírito Santo, cujo negócio é prover soluções financeiras para o investimento produtivo, gerenciar fundos e prestar serviços para o Estado e municípios. Foi criado em 20 de fevereiro de 1967, pela lei 2.279 de 1º de fevereiro de 1967, inicialmente com o nome de Companhia de Desenvolvimento Econômico do Espírito Santo (Codes), durante o governo Christiano Dias Lopes Filho, com a missão de atuar como principal instrumento de revitalização da economia capixaba, abalada pela política de erradicação dos cafezais, já que, à época, a cafeicultura era a principal atividade econômica do Espírito Santo. 
Em 21 de novembro de 1969, instituída pela lei 2.413, de 1969 e pela Carta Patente I – 333 de 11 de dezembro de 1969 pelo BACEN), a Codes foi transformada em Bandes, com atribuições e responsabilidades delineadas pelo Banco Central do Brasil: operar com financiamentos a médio e longo prazos. Ao longo dos anos, o Bandes contribuiu para o crescimento de pequenas, médias e grandes empresas capixabas, rurais e urbanas, gerando renda, emprego e competitividade.
Hoje, o Bandes atua com recursos próprios e é agente credenciado repassador de recursos do BNDES (Banco Nacional de Desenvolvimento Econômico e Social) e, portanto, aplica recursos federais em projetos produtivos em projetos produtivos no Espírito Santo, por meio de linhas de financiamento que tenham esse banco como fonte. Além disso, o Bandes atuou como gestor de diversos fundos, como o Funres (Fundo de Recuperação Econômica do Espírito Santo), criado em 1969 (pelo Decreto 880/69). A partir de 1970, o Bandes passou a gerir os recursos provenientes do Fundap (Fundo de Desenvolvimento das Atividades Portuárias), então recém-criado. A partir de 2003, o Fundapsocial (Fundo para Financiamento de Micro e Pequenos Empreendimentos e Projetos Sociais), criado em 2004, também entrou para a carteira da instituição. Mais recentemente, o Bandes assumiu a gestão financeira dos pagamentos por serviços ambientais efetuados pelo Fundágua, cujas primeiras liberações aconteceram em 2008. Saliente-se que o banco, a partir de 2006, teve concluída sua modernização, tornando-se mais ágil, atual e pronto para atender às demandas dos empreendedores capixabas.
Com o intuito de apoiar as micro, pequenas e médias empresas (MPMES) do município capixaba, o Bandes começará o processo de captação de recursos do Ministério da Economia para o fomente a economia. A esperança é que os recursos estejam disponíveis para serem aplicados nas linhas de créditos do banco em 2021.

## Personalidade jurídica
O Bandes é uma instituição financeira, constituída sob a forma de  Sociedade Anônima de Economia Mista.

## Missão
Promover o desenvolvimento sustentável do Espírito Santo.

## Segmentos prioritários
Com a criação do "Mapa Estratégico" 2019-2023, o Bandes, que, até então, tinha uma forte atuação no segmento do microcrédito e no crédito rural, sofre uma verdadeira mudança de paradigma, passando a ter, como foco, o médio e o grande empreendimentos, a inovação e o investimento em cadeias produtivas, tecnologia, desenvolvimento regional e setorial. 
A criação do "Epicentro", em dezembro do ano de 2018, já aponta para esses estado de coisas. O local é um hub de inovação, que atua como um elo entre as empresas de solução tecnológica, startups e empreendedores com instituições de fomento à inovação, numa parceria entre Governo e iniciativa privada, terceiro setor, academia, investidores, Sistema S e comunidade. 
Além disso, o Bandes passa a englobar outras frentes.  Uma delas se dá com o "Programa de Concessões e Parcerias ES", que tem por objetivo aumentar o número de investimentos em infraestrutura com a população. Nele, a empresa privada assume as atividades de planejamento, construção, operação e manutenção dos bens públicos e riscos, com remuneração mediante tarifa paga pelos usuários ou Governo. A iniciativa funciona em parceria com a Secretaria de Estado da Fazenda (Sefaz). 
O Bandes também passa a operar, com essa nova estruturação, com crédito para os municípios, graças ao "Programa Bandes de Investimento nos Municípios do Espírito Santo", o Procidades, cujo objetivo é oferecer às municipalidades financiamento para obras, aquisição de máquinas e equipamentos, tecnologias de informação e veículos.

## Funções
Agente financeiro de investimentos, por meio do financiamento de projetos e planos de negócios para implantação, ampliação, modernização e qualificação de empreendimentos localizados no Espírito Santo. 
Agente de fomento e promoção da competitividade da estrutura econômica estadual, por meio da participação, junto com outras instituições públicas do Estado, de conselhos ou colegiados temáticos que buscam fortalecer a competitividade da economia capixaba. Assim, o Bandes é membro, entre outros, do Programa de Incentivo ao Investimento no Estado do Espírito Santo (Invest-ES), do Conselho Gestor do Programa de Microcrédito do Governo do Estado (Nossocrédito), do Conselho deliberativo do Sebrae-ES, do Conselho para Incremento da Competitividade Sistêmica do Espírito Santo (Compete-ES), do Conselho Estadual de Turismo (Contures), do Conselho Estadual de Ciência e Tecnologia (Concitec) e do Comitê de Desenvolvimento Econômico.
Agente de formulação e articulação de interesses governamentais, empresariais, setoriais e regionais, por meio da participação em fóruns, seminários e entidades que deliberam ações e procedimentos para atividades voltadas para o desenvolvimento socioeconômico do Espírito Santo.  

## Fundos
No dia 18 de setembro de 1969, através do Decreto-Lei 880, foi criado o Fundo de Recuperação Econômica do Estado do Espírito Santo (Funres), que teria como principal fonte de recursos parcela do imposto de renda de contribuintes domiciliados no Espírito Santo. Esse mesmo decreto criou o Grupo Executivo para a Recuperação Econômica do Estado do Espírito Santo (Geres), para administrar e disciplinar os recursos e os incentivos.
No dia 28 de novembro de 1969, através da Lei 2.469, o Governo do Estado autorizou que contribuintes do ICM (atual ICMS) pudessem deduzir parte do imposto a ser recolhido em favor do Funres e indicou o Bandes como depositário desses recursos. O FUNRES foi extinto em 14 de outubro de 2014, por meio da Portaria N° 363, do Ministério da Integração Nacional, tendo suas competências, direitos e deveres transferidos para o Fundo de Desenvolvimento do Espírito Santo – o Fundes, instituído pela Lei Estadual n° 9.968/12, alterada pela Lei Estadual n° 10.262/14, cujos recursos devem ser utilizados para contribuir para a expansão, modernização e diversificação dos setores produtivos do Espírito Santo, estimulando a realização de investimentos, a renovação tecnológica e o aumento da competitividade estadual, com ênfase na geração de emprego e renda e na redução das desigualdades sociais e regionais.
Assim, ainda em seus primórdios, o Bandes recebeu a missão de ser o agente técnico e financeiro do sistema de incentivos fiscais, que objetivava viabilizar a implantação, ampliação, modernização e relocalização de empreendimentos produtivos no Estado do Espírito Santo.
Em 22 de maio de 1970, através da Lei 2.508, o Governo do Estado criou o Fundo para o Desenvolvimento das Atividades Portuárias (Fundap), um incentivo financeiro para incrementar e diversificar o intercâmbio comercial com o exterior e dinamizar a utilização de nossa infraestrutura portuária. O Bandes foi nomeado gestor financeiro e técnico do Fundap.
Em 1993, foi criado o Fundo Estadual de Ciência e Tecnologia e o Bandes foi designado como agente financeiro.
Em 16 de maio de 2003, através do Decreto nº 1.152-R, o Governo instituiu o Programa de Incentivo ao Investimento no Estado do Espírito Santo (Invest-ES), que tem como objetivos estimular a realização de investimentos, a renovação tecnológica e o aumento da competitividade estadual. O Bandes faz o papel de secretaria executiva e é, também, agente técnico. Os incentivos são baseados na redução do ICMS.
Em 12 de agosto de 2004, através do Decreto 1.366-R, o Governo do Estado instituiu o Fundapsocial, tendo por objetivo o financiamento a micro e pequenas empresas industriais, comerciais e de serviços, micro-empreendedores, inclusive do setor informal, e a projetos sociais e culturais. O Fundapsocial foi extinto em 2010, por resolução do Senado Federal, visando unificação das alíquotas de ICMS. 
Em 2012, é criado o Fundepar, o Fundo de Desenvolvimento e Participações no Estado do Espírito Santo. Instituído pela lei estadual 9.905, tem como objetivo institucionalizar o Bandes como apoiador de novos investimentos por meio de financiamentos das atividades produtivas e de investimentos com participação acionária de novos empreendimentos. 
Entre 2015 e 2016, houve a integralização dos recursos do Fundo para Financiamento de Micro e Pequenos Empreendimentos e Projetos Sociais (Fundapsocial), sendo R$ 75 milhões no segundo semestre de 2015 e R$ 25 milhões no segundo semestre de 2016. 
Em 2018, é lançado o programa Fundesul (Fundo de Desenvolvimento do Sul), que atende a 27 municípios do sul do Espírito Santo, levando financiamentos de até R$ 3 milhões.  
Em novembro de 2018 é lançado o Fundesul Presidente Kennedy, cujos recursos são geridos e operados pelo Bandes. Trata-se de um fundo que visa o desenvolvimento com geração de emprego e renda para o município do sul capixaba, com um investimento inicial de R$ 50 milhões, disponibilizados em cinco linhas de crédito que variam entre R$ 50 mil a R$ 20 milhões. O financiamento pode ser pago em até dez anos. 
Os recursos do Fundo Soberano do Espírito Santo são aplicados em: investimentos em negócios privados (fundos de investimentos estruturados, ações e debêntures), por meio do Banco de Desenvolvimento do Espírito Santo (Bandes) e, poupança estadual, aos cuidados do Banco do Estado do Espírito Santo (Banestes).

## Centro de Documentação e Memória Bandes (CDM)
O Centro de Documentação e Memória Bandes (CDM) é um espaço reservado à preservação da memória institucional, à preservação e à produção de conhecimento e aos estudos. 
Criado em dezembro de 2010, o CDM tem por objetivo zelar pela preservação da memória institucional do Bandes, além de fomentar um melhor conhecimento da sua história, suas ações e demais informações pertinentes a esses temas. Possui uma exposição permanente sobre a história do Bandes, com painéis expográficos e documentos com caráter museológico, sala de projeção para pequenos grupos, mesa para estudos, arquivo deslizante com materiais históricos e conta com um diferencial com relação aos demais Centros de Memória: uma biblioteca que congrega um sem-número de títulos não apenas sobre o banco, mas sobre áreas afins como Economia, Contabilidade, Direito, Administração e História, além de periódicos atualizados.
O CDM Bandes situa-se no primeiro andar do edifício do Bandes e está aberto para visitação e pesquisa para a sociedade, de segunda a sexta-feira, das 12h às 18h, pelo telefone 3331 4347 ou pelo e-mail comunica@bandes.com.br.

## Epicentro
Inaugurado no dia 06/12/2018, o Epicentro é um hub de inovação que atua como elo entre as empresas de solução tecnológica, startups e empreendedores com instituições de fomento à inovação. Trata-se de uma ação multissetorial entre Governo, iniciativa privada, terceiro setor, academia, investidores, Sistema S e a comunidade.
O nome de batismo do hub, “Epicentro”, remete ao significado da palavra, ou seja, o início de um abalo sísmico, onde se inicia um movimento de transformação. A escolha é uma provocação ao impacto que o projeto terá no ambiente de inovação do Espírito Santo, como um projeto colaborativo, aberto e conectado com o ecossistema e demandas externas.
A ação é realizada em conjunto entre o Bandes e Secretaria de Estado de Gestão e Recursos Humanos (Seger), Secretaria de Estado de Ciência, Tecnologia, Inovação, Educação Profissional (Secti), Fundação de Amparo à Pesquisa e Inovação do Espírito Santo (Fapes), Instituto de Tecnologia da Informação e Comunicação do Estado do Espírito Santo (Prodest), Secretaria de Estado da Cultura (Secult) e Secretaria de Estado de Desenvolvimento (Sedes). O trabalho faz parte do termo de cooperação para a implantação e gestão do Laboratório de Inovação do Governo do Espírito Santo (Lab.Ges).
O Epicentro possui um comitê gestor com representantes de todos os órgãos públicos signatários para tomada de todas as decisões inerentes ao Epicentro. Além de membros do comitê, o Epicentro conta com uma série de parceiros estratégicos que apoiam, suportam e participam ativamente das ações (instituições de ensino superior, Findes, Sebrae, associações, empresas, investidores, Tecvitória e outros habitats de inovação).
O Bandes disponibilizou o primeiro andar do seu edifício para o funcionamento do hub. O espaço do executa programas e ações como meetups, oficinas, reuniões, seminários de investimento, fomento à cultura e empreendedorismo. Também acontecem programas de maior duração, como incubações temporárias de startups, apoio a fintechs e GovTechs, além da abertura do espaço para agendamentos e encontros do ecossistema e parceiros.

## Diretores-presidentes[5]
| Nome                               | Período                   |
| ---------------------------------- | ------------------------- |
| Arthur Carlos Gerhardt Santos      | (03/02/1967 a 05/06/1970) |
| Lenaldo da Silva Amaral            | (05/06/1970 a 16/04/1975) |
| Alziro Assumpção Valejo da Silva   | (16/04/1975 a 22/03/1979) |
| Marcílio Toledo Machado            | (22/03/1979 a 28/03/1983) |
| Antônio Caldas Brito               | (28/03/1983 a 25/05/1987) |
| João Felício Scárdua               | (02/07/1987 a 14/01/1988) |
| Odilon Borges Júnior               | (14/01/1988 a 24/05/1991) |
| Adilson Tostes Drubscky            | (24/05/1991 a 17/02/1993) |
| João Luiz de Menezes Tovar         | (17/02/1993 a 07/02/1995) |
| Orlando Caliman                    | (07/02/1995 a 18/03/1996) |
| Sérgio Manoel Nader Borges         | (18/03/1996 a 02/04/1998) |
| Fernando Augusto Barros Bettarello | (02/04/1998 a 26/01/1999) |
| João Luiz de Menezes Tovar         | (26/01/1999 a 31/01/2001) |
| Elmar Bressanelli                  | (31/01/2001 a 24/01/2002) |
| Marcus Alexandre Fundão Pessoa     | (24/01/2002 a 27/01/2003) |
| Haroldo Corrêa Rocha               | (27/01/2003 a 30/03/2007) |
| Waldenor Cezário Mariot            | (02/04/2007 a 14/04/2009) |
| João Guerino Balestrassi           | (14/04/2009 a 31/03/2010) |
| José Antonio Bof Buffon            | (20/04/2010 a 31/01/2011) |
| João Guerino Balestrassi           | (01/02/2011 a 30/10/2013) |
| Guilherme Henrique Pereira         | (31/10/2013 a 23/05/2015) |
| Luiz Paulo Vellozo Lucas           | (24/05/2015 a 31/05/2016) |
| Aroldo Natal Silva Filho           | (15/07/2016 - 26/03/2019) |
| Maurício Cézar Duque               | (15/04/2019 - 04/01/2021) |
| Munir Abud de Oliveira             | (01/03/2021 - 31/01/2023) |
| Marcelo Barbosa Saintive           | (13/03/2023 - )           |

## Sites
- Bandes
- Facebook
- LinkedIn
- Instagram
- Epicentro
- Parcerias ES